# Deuteragonista bicolor
Deuteragonista bicolor är en tvåvingeart som beskrevs av Philippi 1865. Deuteragonista bicolor ingår i släktet Deuteragonista och familjen dansflugor. Inga underarter finns listade i Catalogue of Life.